# 子鹿物語
『子鹿物語』（こじかものがたり、英題: The Yearling）は、アメリカの作家マージョリー・キナン・ローリングスが1938年に発表した児童文学小説。のちにアメリカで映画化、日本でアニメ化された。『仔鹿物語』『鹿と少年』の訳題も存在する。

## あらすじ
舞台は自然豊かなフロリダ州の田舎。バックスター家の気弱な少年ジョディは父親ペニーと母親オリーと暮らしていた。ある日、父親が狩猟中にガラガラヘビに噛まれ、とっさに付近にいた雌鹿を殺し、肝臓で毒を吸い出した。雌鹿に連れ添っていた子鹿を父ペニーから与えられたジョディはこれを飼い始める。子鹿は白い尾にちなんでフラッグ（旗）と名付けられる。ジョディはフラッグを可愛がるが、成長するにしたがってフラッグは作物を食い荒らすようになる。森に放してもフラッグは柵を飛び越え、戻ってきてしまう。たまりかねた母親はフラッグを銃で撃ち、傷を負わせるも死なせるには至らなかった。そしてジョディは自らフラッグを撃ち殺す。悲しみにくれたジョディは家出し、カヌーで川を下るも壊れて難破し、郵便船に助けられる。やがて家出から戻ってきたジョディの心は少年から大人へ成長していた。

## 日本語訳書
注記の無いものは全て「子鹿物語」表記。
- 『子鹿物語』吉田甲子太郎訳、小磯良平絵、1953年、新潮社
- 『仔鹿物語』大久保康雄訳、1953年、三笠書房
- 『子鹿物語』小林純一訳、柏村由利子絵、1963年、世界文化社 / 新装版2001年7月
- 『子鹿物語』（上下）、繁尾久訳、講談社文庫、1983年
- 『子鹿物語』まだらめ三保訳、村井香葉絵、1989年、ポプラ社、ISBN 4-591-03305-8
- 『鹿と少年』（上下）、土屋京子訳、光文社新訳古典文庫、2008年
  - 改題『仔鹿物語』（上下）、光文社古典新訳文庫、2012年、上巻 ISBN 4-334-75260-8、下巻 ISBN 4-334-75261-6

## 映画
- 『子鹿物語』（原題: The Yearling）は、1946年のアメリカ合衆国の映画。カラー作品。

- The Yearlingは、1994年のアメリカ合衆国の映画。『子鹿物語』（1946年）のリメイク作品。

　　詳細は「The Yearling (1994 film)」を参照

## テレビアニメ
表記は『子鹿物語 THE YEARLING』。番組は原作の翻訳書を出版している講談社とエムケイ（→金子満）の制作である。

## 注
1. ↑  読書レビュー：「子鹿物語」の原書を読む
2. ↑  子鹿物語
3. ↑  電撃ホビーマガジン編集部、2014年、平成ガメラ パーフェクション、197頁、KADOKAWA/アスキー・メディアワークス